# 맹가네 전성시대
《맹가네 전성시대》는 2002년 10월 26일부터 이듬해 2월 23일까지 방영된 MBC 주말연속극이다.
맹씨 일가의 일상을 그려낸 홈드라마로, 《그대를 알고부터》 후속으로 방영되었는데 막판에는 MBC 인어 아가씨와 주요 설정이 지나치게 비슷해졌다는 지적이 있었다.

## 소개
행복은 어디에 있을까 그놈을 찾으러 간다.
불행하기 위해 사는 사람은 없다. 누구든지 행복하게 살고 싶어한다.
'이러저러하면 난 정말 행복할거야' 라고 나름대로 행복을 정의하며 그 행복을 갈망하는 우리들.
그러나 그 바램은 쉽게 이뤄지지 않는 듯싶다.
욕망과 소유가 완벽하게 일치할 때, 행복할 거라고 대부분의 사람들은 말한다.
과연 그럴까? 미국이나 유럽보다 더 행복해졌으면 좋겠다는 광고문구에서 볼 수 있는 행복하고 방글라데시가 가장 행복지수가 높다는 통계 자료를 통해 판단되는 행복의 차이점은 무얼까?
그건 바로 행복의 기준을 어디에 두느냐에 달린 가치관의 문제 아닐까?
<맹가네 전성시대>는 오늘을 살아가는 우리의 '행복'에 대해 이야기하고자 한다.
'돈'이 행복의 만능 열쇠라고 생각하는 남자, '사랑'이야말로 행복의 키워드라고 생각하는 여자, '사회적 지위'로 명성을 누리는 걸 행복이라 말하는 또 다른 한 남자.
서로 만날 수 없는 삼각형의 꼭짓점과도 같은 이 세 남녀의 사랑과 삼각관계, 그들을 둘러싼 가족, 이웃들의 사랑과 다툼, 전쟁하고 화해를 통해 우리들이 찾는 진정한 의미의 '행복'을 찾아보고자 한다.

## 등장 인물

### 맹가네
- 채시라(맹금자) : 약사
- 최강희(맹은자) : 미용사
- 임현식(아버지 맹대풍)
- 나문희(어머니 최영순 여사)
- 김동현(막내 아들) : 맹왕자

### 규식이네
- 이재룡(최규식)
- 김영애(지화자 여사) : 규식 어머니
- 김영옥(한을순 여사) : 규식 할머니
- 박윤재(최규영) : 규식 동생

### 그 외 인물
- 김영호(서상훈) : 변호사
- 류수영(유정재) : 의사
- 김혜선(유정화) : 정재 누나
- 수애(허주연)
- 배영선(채영인) : 현수, 유치원 선생 역
- 방양희(혜경) : 어린이집 원장
- 김한(조조)
- 정민아(박하나)
- 이병준, 선우재덕, 성인자, 박영지, 남윤정, 김기현, 현숙희, 정요숙, 윤희주, 백종헌, 김양우, 김산, 김은수, 이도경, 박소현, 한상진, 송성희, 문보연, 한규희, 조명진, 김철기, 강용석, 주우, 오협, 염재욱, 지양명, 김태현, 조재혁, 김일웅, 김상엽, 강보라, 신동미, 최자혜, 전익령, 이상이